# 夏原吉
夏原吉（1366年—1430年），字維喆，號麓潛子，湖廣湘陰縣縣城夏家橋人，籍貫江西德興，明朝初年官員，長期擔任戶部尚書。
夏原吉早年以乡荐入太学，选入禁中书制诰。建文年间，任户部右侍郎，后充采访使。靖难之役后，为户部尚书，与蹇义并称于世。此后又相继辅佐仁宗、宣宗，政绩卓越。宣德五年（1430年）逝世，赠太师，谥忠靖。

## 生平

### 早年经历
夏原吉之父夏時敏為江西德兴縣（今江西省德興市）人。曾任湖广湘阴县（今屬湖南省）教谕，于是在當地定居。夏原吉十三岁时丧父，年少力学，以赡养母亲。洪武庚午年從鄉薦入太學，選入宫中书写制诰。有时太学生们大声喧笑，夏原吉却端坐不动。明太祖看见后觉得他很不平凡。升任户部主事。夏原吉所在的部门事务繁琐，但他都处理得井井有条，深得尚书郁新赏识。有刘郎中忌妒他的才能，正好郁新弹劾各部门中办事懒惰的人。明太祖想宽恕他们，郁新坚持不行。明太祖大怒，问：“这是谁教你的？”郁新叩头说：“是堂后的书算生。”明太祖于是将书算生拘捕入狱。刘郎中便说：“教尚书的是夏原吉。”明太祖说：“夏原吉能够帮助尚书处理本部事务，你想陷害他吗？”结果刘郎中和书算生皆棄市。
建文初年，夏原吉升任户部右侍郎。建文二年（1400年），充任采访使。巡视福建时，所过郡县乡邑，都检查吏治好坏，询问百姓疾苦。民众都心悦诚服。後移驻蕲州。

### 永乐年间
明成祖發動靖難之役，打敗建文帝，攻下金陵而登帝位，有人抓住夏原吉獻給成祖。明成祖将他释放，转任左侍郎。有人说夏原吉在建文时曾受重用，不可信任。明成祖不听，将他和蹇义一起升为尚书。夏原吉和蹇义等人详细制定了赋税、徭役等制度。他提出三十多项建议，都简便而容易遵守。他说：“政策颁行后如果难以继续下去，将会加重人民的困苦。这是我不愿意看到的。”
浙西发生洪灾，有关部门治理不力。永乐元年（1403年），明成祖命夏原吉前往治理，不久又命侍郎李文郁为副，派佥都御史俞士吉带水利书籍赐给他。夏原吉请沿着大禹所开的三江入海的故道，疏浚吴淞江下游，上接于太湖，然后，量地建闸，按季节不同开闭闸门。明成祖听从。夏原吉动用十余万民工，他身穿布衣，徒步往返，日夜经划，盛夏也不张伞盖。他说：“人民很劳苦，我怎忍独自贪图舒适？”工程竣工后回京，他说水虽然已由故道入海，但支流还没有全部疏通，还不是长久之计。第二年正月，夏原吉再次前往浙西，疏浚白茆塘、刘家河、大黄浦。大理寺少卿袁复为副。不久，明成祖又派陕西参政宋性前来辅助。九月工程完工，流水畅通，苏州、松江一带农田获得大丰收。永乐三年回京。这年夏，浙西发生严重饥荒，明成祖命夏原吉率领俞士吉、袁复和左通政赵居任前往赈济。他们发放三十万石粮食，并供给饥民耕牛和种子。有人请招徕百姓佃耕洪水退后的淤田，夏原吉急速传疏反对。姚广孝从浙西回来，称赞夏原吉说：“古之遗爱也。”
不久后，郁新逝世，夏原吉被召回，掌管部事。他首先请裁减过多的供给，减轻赋税徭役，严申食盐和钱钞方面的禁令，清理仓库货场，推广屯田种养，以供给边防，减轻人民负担，同时也方便商人。明成祖答复都说可行。凡各地的户口、府库、田税增减的数目，他都用小本子记好，带在身上，随时查阅。一天，明成祖问天下钱粮有多少，夏原吉回答得很详尽，为此他更受器重。当时，战争刚刚结束，明成祖给参加靖难之役的功臣封赏，分封藩王，增设武卫百司。不久又发兵八十万进攻安南，命宦官郑和监造巨舰通使海外各国，在北京大造宫室。这些事项，供应转输的财物都以数万万计，全由户部支出。夏原吉都尽心筹划，保证了国家各项开支。
永乐六年（1408年），明成祖命原吉监督军民将木材运往北京，又派锦衣卫官校随从，惩治怠工的人。夏原吉担心违犯的人太多，便事先告诫他们，然后再出发，人们都非常感激他。永乐七年，明成祖北巡，命原吉兼理行在礼部、兵部和都察院事务。有两个指挥使冒领月薪，明成祖想斬了他们。原吉说：“这不合法律，假如他们是真的盗贼，要怎样判決他们呢？”成祖于是沒有殺他們。
永乐八年（1410年），明成祖北征，夏原吉辅佐太孙朱瞻基留守北京，总管行在九卿事务。当时各部门刚刚创建，每天早上，夏原吉进去辅佐太孙处理各项事务。退朝后，各部的郎官和御史又围上来请示。夏原吉一边回答一边手批，不动声色。北自行在，南达京师，人们都对他肃然起敬。明成祖回来后，赐给他钞币、鞍马、牛酒，厚加慰劳，不久随明成祖回南京，受命侍从朱瞻基周游乡里村落，考察民间疾苦。夏原吉拿了一些粘黄米粉进呈给朱瞻基，说：“请殿下将它吃了，以了解百姓生活的艰辛。”九年任满，明成祖在便殿设宴，款待夏原吉和蹇义等人，明成祖指着两人对群臣说：“高皇帝培养贤才留给我使用。各位想看古代名臣，这两位便是。”此后夏原吉多次侍从朱瞻基，往来于南北两京，途中还随事献上忠言，使朱瞻基获得很多助益。
永樂十年（1412年），浙西大水肆虐，通政趙居任隱匿不管所聽到消息，周新奏報朝廷。夏原吉將趙氏解除職務。
永乐十八年（1420年），北京的宫室建成，明成祖派夏原吉南下召太子朱高炽和朱瞻基北上。回来后，夏原吉说：“经过多年营建，现在终于大功告成。应该安抚流亡在外的人，免除拖欠的各项征收，使人民得以休养生息。”第二年，三大殿失火，夏原吉重申之前的请求。明成祖马上命有关部门推行。当初，明成祖因三殿失火下诏求直言，主事萧仪等群臣大都说迁都北京不便。明成祖大怒，處死萧仪，说道：“当初要迁都时，曾与大臣们秘密讨论过，很久才确定下来，并不是轻率决定的。”言官借机弹劾大臣。明成祖命他们都跪在午门外辩论。大臣们都骂言官，夏原吉却唯独上奏说：“他们响应诏令而提出自己的意见，没有犯罪。臣等一帮凑数的大臣，不能协同辅佐国家大事，应当有罪。”明成祖怒意消了，将双方都宽恕了。有人指责夏原吉违背初衷。夏原吉说：“我们这些人任职很久了，虽然言语有失，陛下能够僥倖原谅我們。如果言官得罪，那损失就不小了。”众人这才佩服。
夏原吉虽然任户部尚书，国家大事总是被明成祖召去详加议论。明成祖每次御临便殿门口，总是召夏原吉来谈话，常常忘了时间，左右的人都不得听闻。夏原吉退下后，总是毕恭毕敬，就像什么都没有参预一样。平定安南后，明成祖问升官与赏赐哪样便利。夏原吉回答说：“赏赐费用只是一次，是有限的；而升官后的费用，则是无限的。”明成祖听从了。有西域法王来朝见，明成祖想到郊外去慰劳他，夏原吉说不行。到法王入宫后，夏原吉见而不拜。明成祖笑着说：“爱卿想效法韩愈吗？”山东唐赛儿叛乱，被平定以后，有三千多胁从者被俘来京。夏原吉请求明成祖，将他们全部赦免。谷王朱橞反叛，明成祖怀疑长沙有人参与阴谋。夏原吉以全家一百人的性命做担保，此事得以平息。
永乐十九年（1421年）冬，明成祖将要大举遠征漠北，命夏原吉与礼部尚书吕震、兵部尚书方宾、工部尚书吴中等人一起讨论，都说不宜出兵。他们还没有上奏，正好明成祖召见方宾，方宾极力说兴兵的费用不足。明成祖很不高兴，召夏原吉来问边防储备情况，夏原吉回答说：“连年出兵，都无功而返，军马储备已经损失十分之八九，加上灾荒不断发生，现在已经内外交困了。况且您圣体欠安，还需要调养，就请遣将出征，不要劳动车驾了。”明成祖大怒，立即命令夏原吉出去治理开平的粮食储备。而吴中进去所说的也和方宾一样。明成祖更加愤怒，将夏原吉召回，关进内官监，并将大理寺丞邹师颜也監禁起来，理由是他曾代理户部事。方宾惧而自杀。明成祖于是抄了夏原吉的家，夏原吉甚清廉，除了皇帝賞賜的钞票與錢幣外，家中只有布衣、瓦罐。第二年明成祖北征，因粮尽而返。其后，又连年出塞，但都不见蒙古军。在回到榆木川（今内蒙古呼伦贝尔市海拉尔区）时，成祖病危，对左右的人说：“夏原吉爱我。”明成祖逝世的消息传到后三天，朱高炽跑到夏原吉的監獄，呼喊夏原吉，哭着告诉了他。夏原吉哭倒在地，许久不能起来。朱高炽令他出狱，商议丧礼事宜，又问赦免诏书该写些什么。夏原吉回答说要赈济饥民，减省赋役，停罢下西洋的取宝船以及向云南、交趾地区各道采办金银。朱高炽全部听从。

### 洪熙年间
明仁宗朱高熾即位后，恢复夏原吉的官职。当夏原吉还在狱中时，母亲逝世，这时他请求回家守孝。明仁宗说：“您是老臣，应当与我共济艰难。您有丧事，难道我就没有吗？”明仁宗给他优厚的赏赐，命他家人护丧，用驿车送回去下葬，又令有关官员治理丧事。夏原吉不敢再说什么。不久加封为太子少傅。吕震是太子少师，朝拜班次在夏原吉之上，明仁宗命鸿胪寺将他列在夏原吉之下。进封少保，仍兼太子少傅、尚书，享受三职俸禄。夏原吉极力推辞，明仁宗允许他辞去太子少傅俸禄。赐给“绳愆纠缪”银章，并在南北两京建府第给他。

### 宣德年间
明仁宗在位不足一年即駕崩，太子朱瞻基（即明宣宗）从應天府北上，夏原吉奉遗诏到順天府西南的卢沟桥迎接。宣宗即位后，夏原吉作为先朝重臣更受敬重。宣德元年（1426年），汉王朱高煦叛乱，也以“靖难”为借口，檄文列举了各大臣的罪状，夏原吉排在第一。宣宗連夜召集大臣商议。杨荣首先劝宣宗亲征，宣宗很为难。夏原吉说：“您难道不知道李景隆的故事吗？臣昨天见到所派遣的将领（阳武侯薛禄），命令才下脸色就变了，临事就可想而知了。而且兵贵神速，卷起盔甲，快步前进，正可以先声夺人。杨荣的计策好。”明宣宗遂下了决心。回师后，明宣宗加倍赏赐，赐给夏原吉守门人三名。夏原吉以无功推辞，明宣宗不听。
宣德三年（1428年），夏原吉随明宣宗北巡。明宣宗拿过夏原吉袋里的干粮尝了尝，笑着说：“怎么这么难吃？”夏原吉答道：“军中还有挨饿的呢。”明宣宗命赐给他高官吃的美食，并犒赏将士。夏原吉随从明宣宗在兔儿山阅兵，明宣宗怒於諸将怠慢，令他們都打赤膊。夏原吉说：“将帅是国家的栋梁，怎能将他们冻死？”反复极力谏阻。明宣宗说：“看在您的面上将他们放了。”夏原吉又与蹇义一起获赐银印，上面刻着“含弘贞靖”。明宣宗很會繪畫，曾亲手画了一幅《寿星图》赐给夏原吉。明宣宗所赐的其他图画、衣物食品、器皿用具、银币和古玩，没有一天没有。
宣德五年（1430年），正月，明成祖、明仁宗两朝实录修成，明宣宗又赐给夏原吉金币、鞍马。夏原吉天明入宫谢恩，回家后逝世，终年六十五岁。赠太师，谥忠靖。明宣宗敕令户部免除他家的赋税徭役，并且以后世代都不再征收。夏原吉归葬湘阴夏家桥侧之大明山。清代郭嵩焘謁夏原吉墓时，曰：“遗直如公真大度，老成当国有深谋”。

## 評價
燕王朱棣詢問翰林院的解縉各廷臣的長短，解縉回答：「夏原吉有德行雅量，卻不能遠離小人。」

## 延伸阅读
[在维基数据编辑]
 《國朝獻徵錄·卷之二十八》，出自焦竑《國朝獻徵錄》
 《明史卷一百四十九》，出自《明史》